# フランシスコ・バスケス・デ・コロナド

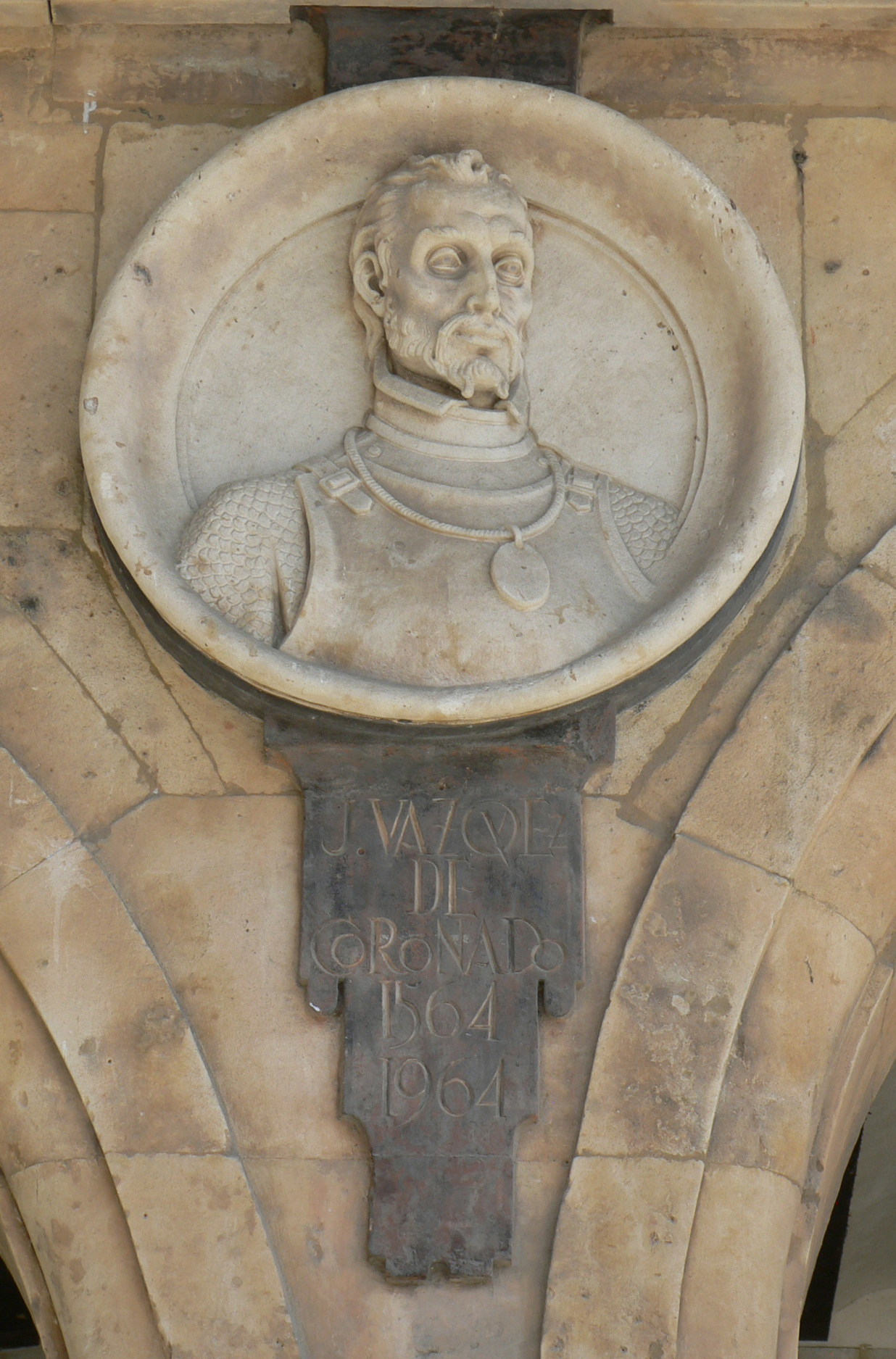
サラマンカの市庁舎に設けられたコロナドのレリーフ

フランシスコ・バスケス・デ・コロナード・イ・ルハン（Francisco Vásquez de Coronado y Luján、1510年 - 1554年9月22日）は、スペインのコンキスタドール。1540年から1542年の間にニューメキシコおよび現在アメリカ合衆国領の南西部を探検した。

## 生涯
スペインのサラマンカに生まれる。ヌエバ・ガリシア（現在メキシコのシナロア、ナヤリット州）の総督になった。彼は修道士のマルコス・デ・ニサと、ナルバエス遠征隊の生き残りエステバニコを北への航海に派遣していた。マルコスは帰還するとシボラと呼ばれる黄金の都市があるとコロナードに報告した。コロナドはこれに興味を抱き、黄金を手に入れようと遠征することを決定した。1540年に、340人のスペイン人、300人のインディアン同盟者、1,000人のネイティヴ・アメリカンと黒人奴隷からなる遠征団を組織した。

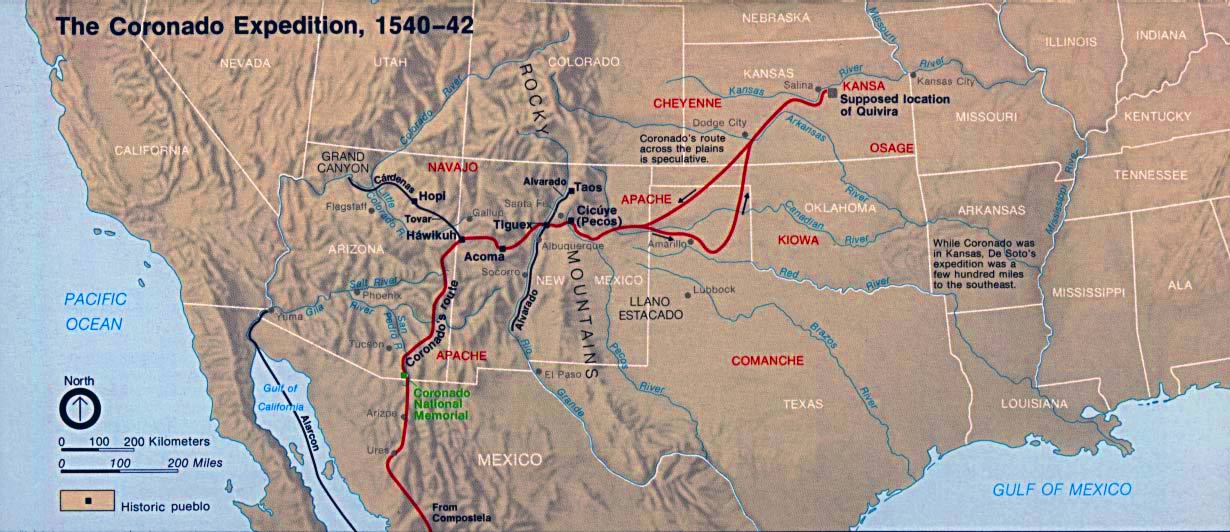
コロナドの旅行路 (1540-1542)

彼はコルテス海をソノラの北方に沿い、次にソノラで上方に向かい、ヒラを横切って現在のニューメキシコ西部であるシボラへ渡った。そこで彼は失望した。シボラはマルコスが語ったような巨大な黄金都市ではなく、単なるズーニー族のプエブロにしか過ぎなかった。マルコスは失望の内にメキシコに戻された。
コロナードはシボラを征服し、他の6つのズーニー族のプエブロを調査した。更に彼は様々な遠征隊を派遣した。メルチオール・ディアスは、コロナードに補給を行っているフェルナンド・デ・アラコンに会うためにコロラド川の河口に派遣された。ペドロ・デ・トバールは北西部に派遣され、西部に大河があるとの情報を得た。ガルシア・ロペス・デ・カルデナスはその大河を発見するために派遣され、グランド・キャニオンを発見した最初のヨーロッパ人となった。フェルナンド・デ・アルバラードは東部に派遣され、リオ・グランデの周りに村を発見した。コロナードはTiguex（現在ニューメキシコ州アルバカーキ近くのベルナリオ）に冬期用営舎を設営した。冬期間、彼らはインディアンによる攻撃に苦しんだ。
コロナードはターク(Turk)と呼んだインディアンに出会い、タークはキビラ(Quivira)という北西の豊かな国についてコロナードに話した。彼はタークをガイドにキビラを探すことを決定した。彼はリャノ・エスタカードと現在のテキサス州東北部を横断し、北に向かって進んだ。しかしタークは経路を偽り、コロナードはタークを処刑した。コロナードは他のガイドを立て更にキビラを探した。彼らは現在のカンザス州リンズボーグ付近の村に到着した。しかしながら彼の失望は繰り返された。キビラのインディアン（後にウィチタ族として知られるようになる）は貧しく、村は藁葺きの小さな小屋ばかりでわずかの金さえ見つけることができなかった。コロナードはTiguexに戻った。本隊はそこに留まり、彼は再び冬を過ごした。
1542年に彼は同じルートを通ってメキシコに戻った。部下の内100人だけが一緒に帰還できた。遠征は完全に失敗したが、彼は1544年までヌエバ・ガリシアの総督を務め、辞任してメキシコシティに移り、同所で1554年に死去した。
コロナード絶頂と呼ばれる丘がリンズボーグの近くにある。現在コロナードの遠征を記念した小さなオベリスクが建てられている。

## 参照
- コロナド国有記念物